# عبد الله ديمبا
عبد الله ديمبا (بالفرنسية: Abdoulaye Demba)‏ (مواليد 2 نوفمبر 1976 في أنتويرب) لاعب كرة قدم مالي دولي يجيد اللعب في خط الهجوم . يلعب حاليا لصالح نادي المغرب الفاسي المغربي منذ سنة 2007 .

## روابط خارجية
- عبد الله ديمبا على موقع قاعدة بيانات كرة القدم.إي يو (الإنجليزية)
- عبد الله ديمبا على موقع ناشيونال فوتبول تيمز (الإنجليزية)
- عبد الله ديمبا على موقع Soccerbase.com (لاعب) (الإنجليزية)
- عبد الله ديمبا على موقع Soccerway.com (الإنجليزية)
- عبد الله ديمبا على موقع عالم كرة القدم.نت (الإنجليزية)
- عبد الله ديمبا على موقع GSA (الإنجليزية)